# Komitat Baranya
Komitat Baranya (węg. Baranya vármegye) – komitat na południu Węgier, na granicy z Chorwacją. Komitat leży w Kraju Zadunajskim, w widłach Drawy i Dunaju. Obejmuje fragmenty dolin tych rzek oraz niskie góry Mecsek i Villány wraz z ich pogórzami.
Klimat regionu wykazuje wpływy śródziemnomorskie, przede wszystkim wysoką przeciętną temperaturę i duże nasłonecznienie. Bardzo długi jest okres wegetacji roślin. W komitacie uprawia się owoce, także południowe (np. figi). Leży tu region winiarski Villányi-Siklós.
Do bogactw naturalnych Baranyi należą złoża uranu eksploatowane koło Kővágószölös, węgiel kamienny wydobywany koło Komló oraz wody mineralne (uzdrowisko Harkány).
Niektóre gminy są dwu- lub nawet trójjęzyczne – poza Węgrami komitat zamieszkują Chorwaci i Niemcy.

## Podział administracyjny
Komitat dzieli się na 10 powiatów:
- Bóly
- Komló
- Mohács
- Pécs
- Pécsvárad
- Sásd
- Sellye
- Siklós
- Szentlőrinc
- Szigetvár

### Miasta komitatu
Miasta komitatu (według liczby mieszkańców; stan na 2001 r. – dane spisowe):
| - Pécs: 162 498 - Komló: 27 081 - Mohács: 19 223 - Szigetvár: 11 353 | - Siklós: 10 338 - Szentlőrinc: 7202 - Pécsvárad: 4147 - Bóly: 3911 | - Sásd: 3558 - Harkány: 3305 - Sellye: 3213 - Villány: 2753 |

### Gminy wiejskie komitatu
Gminy wiejskie komitatu (alfabetycznie)
| - Abaliget - Adorjás - Almamellék - Almáskeresztúr - Alsómocsolád - Alsószentmárton - Apátvarasd - Aranyosgadány - Ág - Áta - Babarc - Babarcszőlős - Bakonya - Bakóca - Baksa - Baranyahídvég - Baranyajenő - Baranyaszentgyörgy - Basal - Bánfa - Bár - Belvárdgyula - Beremend - Berkesd - Besence - Bezedek - Bicsérd - Bikal - Birján - Bisse - Boda - Bodolyabér - Bogád - Bogádmindszent - Bogdása - Boldogasszonyfa - Borjád - Bosta - Botykapeterd - Bükkösd - Bürüs - Cún - Csarnóta - Csányoszró - Csebény - Cserdi - Cserkút - Csertő - Csonkamindszent - Dencsháza - Dinnyeberki - Diósviszló - Drávacsehi - Drávacsepely - Drávafok - Drávaiványi - Drávakeresztúr - Drávapalkonya - Drávapiski - Drávaszabolcs - Drávaszerdahely - Drávasztára - Dunaszekcső - Egerág - Egyházasharaszti - Egyházaskozár - Ellend - Endrőc - Erdősmárok - Erdősmecske - Erzsébet - Fazekasboda | - Feked - Felsőegerszeg - Felsőszentmárton - Garé - Gerde - Gerényes - Geresdlak - Gilvánfa - Gordisa - Gödre - Görcsöny - Görcsönydoboka - Gyód - Gyöngyfa - Gyöngyösmellék - Hásságy - Hegyhátmaróc - Hegyszentmárton - Helesfa - Hetvehely - Hidas - Hirics - Himesháza - Hobol - Homorúd - Horváthertelend - Hosszúhetény - Husztót - Ibafa - Illocska - Ipacsfa - Ivánbattyán - Ivándárda - Kacsóta - Katádfa - Kákics - Kárász - Kásád - Kátoly - Kemse - Keszü - Kékesd - Kémes - Kétújfalu - Királyegyháza - Kisasszonyfa - Kisbeszterce - Kisbudmér - Kisdér - Kisdobsza - Kishajmás - Kisharsány - Kisherend - Kisjakabfalva - Kiskassa - Kislippó - Kisnyárád - Kisszentmárton - Kistamási - Kistapolca - Kistótfalu - Kisvaszar - Kovácshida - Kovácsszénája - Kórós - Köblény - Kökény - Kölked - Kővágószőlős - Kővágótöttös - Lapáncsa - Lánycsók | - Liget - Lippó - Liptód - Lothárd - Lovászhetény - Lúzsok - Magyarbóly - Magyaregregy - Magyarhertelend - Magyarlukafa - Magyarmecske - Magyarsarlós - Magyarszék - Magyartelek - Majs - Maráza - Markóc - Marócsa - Martonfa - Matty - Mágocs - Mánfa - Márfa - Máriakéménd - Márok - Máza - Mecseknádasd - Mecsekpölöske - Mekényes - Merenye - Meződ - Mindszentgodisa - Molvány - Monyoród - Mozsgó - Nagybudmér - Nagycsány - Nagydobsza - Nagyhajmás - Nagyharsány - Nagykozár - Nagynyárád - Nagypall - Nagypeterd - Nagytótfalu - Nagyváty - Nemeske - Nyugotszenterzsébet - Okorág - Okorvölgy - Olasz - Old - Orfű - Oroszló - Óbánya - Ócsárd - Ófalu - Ózdfalu - Palé - Palkonya - Palotabozsok - Patapoklosi - Páprád - Pécsbagota - Pécsdevecser - Pécsudvard - Pellérd - Pereked - Peterd - Pettend - Piskó - Pogány | - Pócsa - Rádfalva - Regenye - Romonya - Rózsafa - Sámod - Sárok - Sátorhely - Siklósbodony - Siklósnagyfalu - Somberek - Somogyapáti - Somogyhatvan - Somogyhárságy - Somogyviszló - Sósvertike - Sumony - Szabadszentkirály - Szajk - Szalánta - Szalatnak - Szaporca - Szava - Szágy - Szárász - Szászvár - Szebény - Szederkény - Szellő - Szemely - Szentdénes - Szentegát - Szentkatalin - Szentlászló - Székelyszabar - Szilágy - Szilvás - Szőke - Szőkéd - Szörény - \|Szulimán - Szűr - Tarrós - Teklafalu - Tengeri - Tékes - Tésenfa - Téseny - Tormás - Tófű - Tótszentgyörgy - Töttös - Túrony - Udvar - Újpetre - Vajszló - Varga - Várad - Vásárosbéc - Vásárosdombó - Vázsnok - Vejti - Velény - Versend - Vékény - Véménd - Villánykövesd - Vokány - Zaláta - Zádor - Zengővárkony - Zók |